# Tinsleyita
La tinsleyita és un mineral de la classe dels fosfats que pertany al grup de la leucofosfita. Rep el nom en honor de Frank C. Tinsley (Lakewood, Colorado, EUA, 10 de juliol de 1916 - Rapid City, Dakota del Sud, EUA, 25 d'octubre de 1996), pel seu descobriment i preservació d'exemplars minerals rars i inusuals de la pegmatita Tip Top i altres localitats de Dakota del Sud.

## Característiques
La tinsleyita és un fosfat de fórmula química KAl₂(PO₄)₂(OH)(H₂O)₂. Va ser aprovada com a espècie vàlida per l'Associació Mineralògica Internacional l'any 1983, sent publicada per primera vegada el 1984. Cristal·litza en el sistema monoclínic. La seva duresa a l'escala de Mohs és 5. És l'anàleg de potassi de l'amoniotinsleyita i l'anàleg d'alumini de la leucofosfita.
L'exemplar que va servir per a determinar l'espècie, el que es coneix com a material tipus, es troba conservat a les col·leccions mineralògiques del Museu Nacional d'Història Natural, l'Smithsonian, situat a Washington DC (Estats Units), amb el número de registre: 159882.

## Formació i jaciments
Va ser descoberta a la mina Tip Top, a la localitat de Fourmile del comtat de Custer (Dakota del Sud, Estats Units). També ha estat descrita en altres indrets dels Estats Units, així com a Hondures, Xile, el Brasil, Portugal, Romania, Namíbia i Austràlia.